# 松本智代美
松本 智代美（まつもと ちよみ、1978年6月13日 - ）は、東京都台東区出身の元女優。血液型はAB型。KiraKira☆メロディ学園放送部、無敵Palette第1期生。円谷プロダクション芸能部に所属していた。
1998年、事務所のオーディションに合格し円谷プロダクション所属となる。愛称は「ちよみん」。趣味・特技は爆釣、お菓子作り、料理、オペラ熱唱、書道、ダンス、柔道。

## 出演作品

### 映画
- ウルトラマンティガ THE FINAL ODYSSEY
- ウルトラマンコスモス THE FIRST CONTACT（イチノセ隊員）
- ゲット・イット・オン?（恵子）
- ゲロッパ!
- 戦国自衛隊1549
- NAGISA（吉岡麗子）

### テレビ
- ウソコイ
- お見合い放浪記
- 地方記者・立花陽介17（平山るみ）
- ニコニコ日記（ゾルディオス女王、母親）
- HATU〜ヴァンパイア・シンドローム
- 美女か野獣
- レッツ・ゴー!永田町

### バラエティ
- ガチンコ!
- コスモ★エンジェル
- 日本オタク大賞 侵略放送パンドレッタ 2002 SPECIAL 決定! 第一回日本オタク大賞
- NO-NO

### 特撮
- ブースカ! ブースカ!!
  - バラサでブースカ!
- ウルトラQ dark fantasy（ルリ子 / 遊星人セミ女〈声、スーツアクター〉）

### オリジナルビデオ
- IDOL BEAMS 2001
- KiraKira☆メロディ学園 2学期
- 銀河ロイドコスモX（安奈）
- Saturday Nightmare〜のろいのサマーバケーション（被害者）

### CM
- 積水ハウス・「住まいの参観日」
- 明星食品・「一平ちゃん夜店の焼そば」
- コナミ・「クラッシュ・バンディクー4 さくれつ!魔神パワー」
- コナミ・「クラッシュ・バンディクー　アドバンス」

### ラジオ
- アニガメパラダイス（ニッポン放送）